# Soye-en-Septaine
Soye-en-Septaine ist eine französische Gemeinde mit 582 Einwohnern (Stand: 1. Januar 2022) im Département Cher in der Region Centre-Val de Loire. Sie gehört zum Arrondissement Bourges und zum Kanton Trouy. Die Einwohner werden Soyens genannt.

## Geographie
Soye-en-Septaine liegt in Zentralfrankreich, etwa 150 Kilometer südlich von Paris. Der Auron bildet einen Teil der westlichen Gemeindegrenze. Umgeben wird Soye-en-Septaine von den Nachbargemeinden Osmoy im Norden, Savigny-en-Septaine im Osten, Crosses im Osten und Südosten, Saint-Just im Süden, Plaimpied-Givaudins im Süden und Westen sowie Bourges im Nordwesten.

## Bevölkerungsentwicklung
| Jahr                       | 1962 | 1968 | 1975 | 1982 | 1990 | 1999 | 2006 | 2019 |
| Einwohner                  | 347  | 442  | 428  | 446  | 475  | 563  | 572  | 602  |
| Quellen: Cassini und INSEE |      |      |      |      |      |      |      |      |

## Sehenswürdigkeiten
- Kirche Saint-Pardoux aus der Mitte des 12. Jahrhunderts, 1793 geschlossen und profaniert
- Kirche Notre-Dame-du-Sacré-Cœur, erbaut von 1863 bis 1870

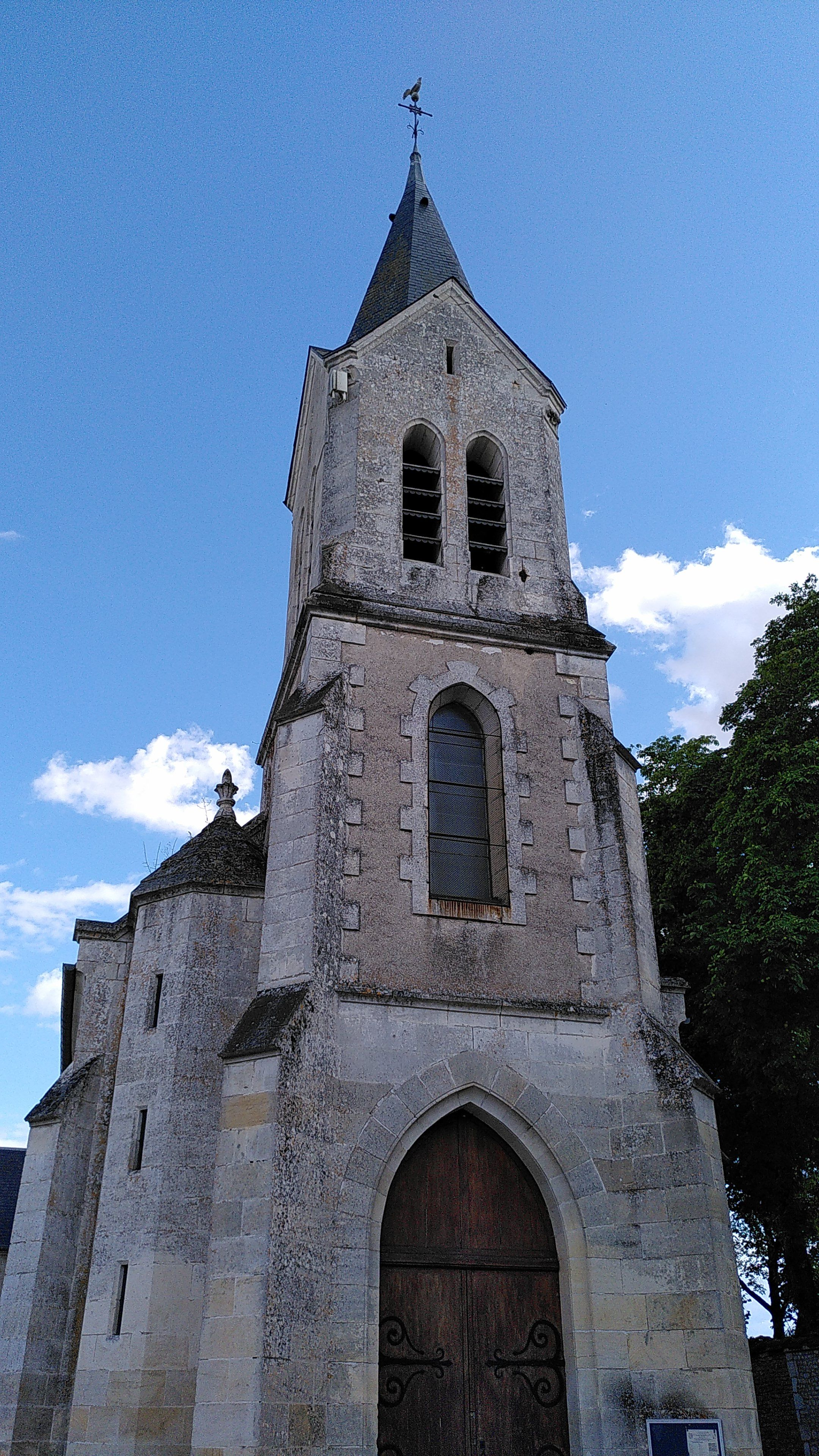
Turm der Kirche Saint-Pardoux
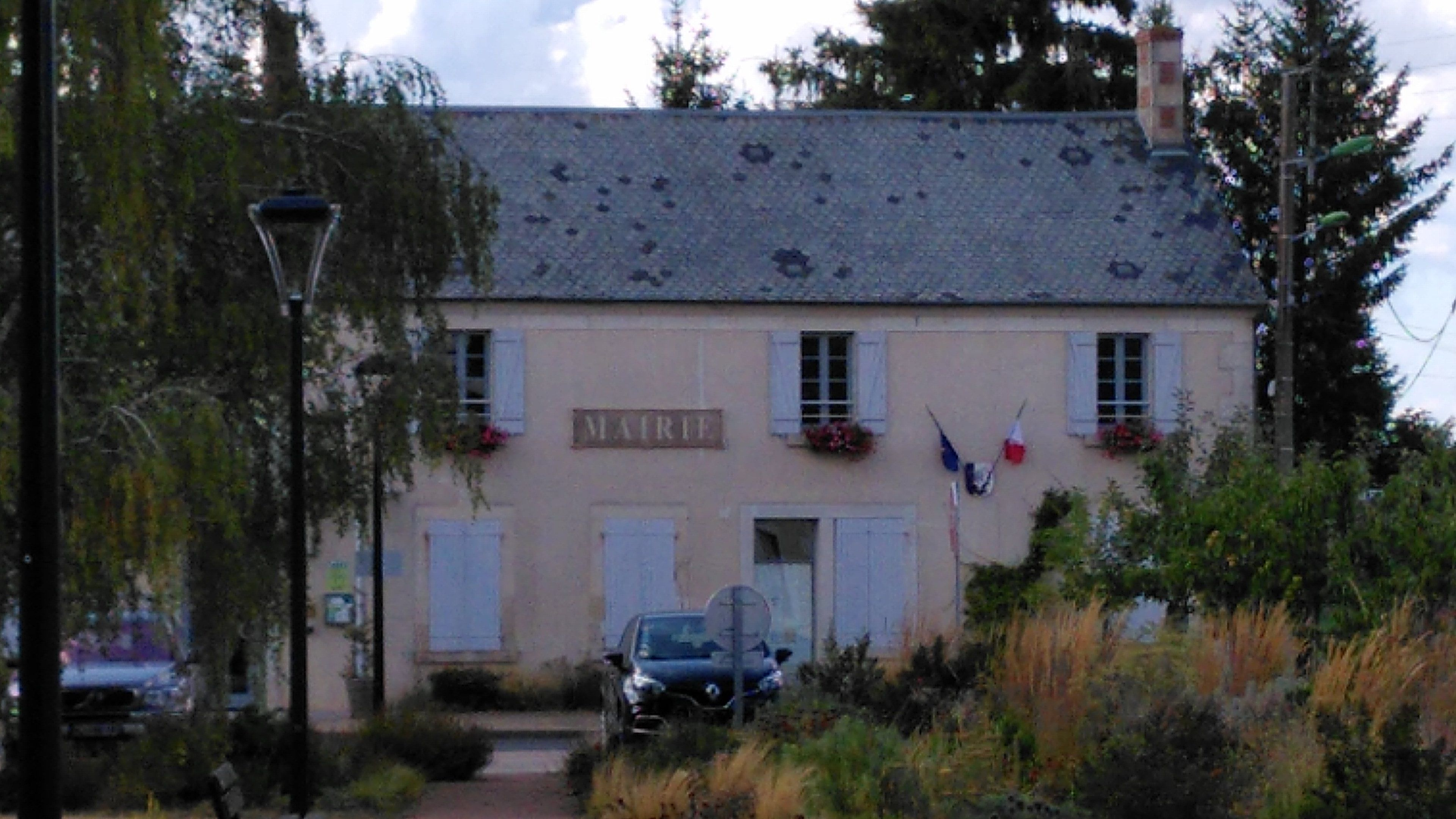
Mairie Soye-en-Septaine